# Umberto Caligaris
Umberto Caligaris (* 26. Juli 1901 in Casale Monferrato; † 19. Oktober 1940 in Turin) war ein italienischer Fußballspieler und -trainer.

## Karriere

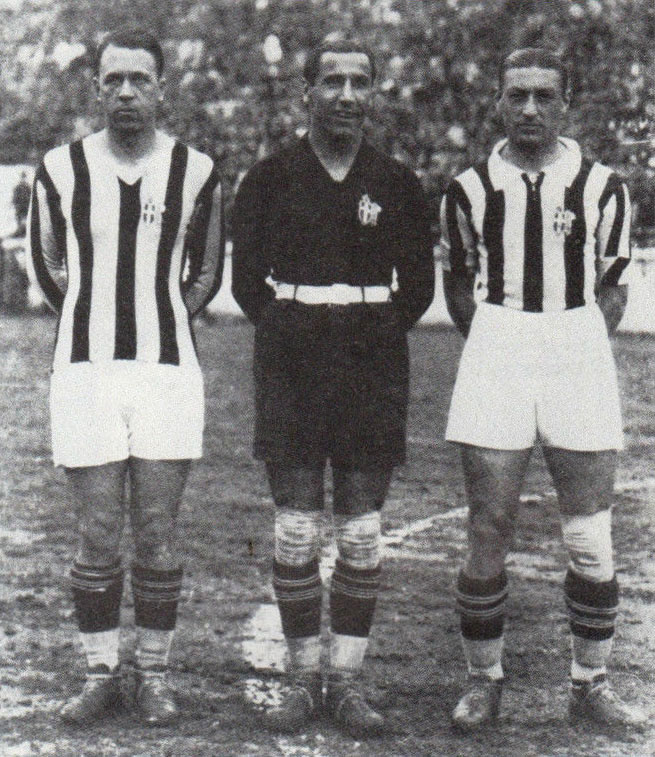
Zusammen mit Virginio Rosetta (l.) und Gianpiero Combi (m.) bildete Caligaris (r.) bei Juventus und in der Nationalmannschaft das Trio dei ragionieri.

Umberto Caligaris begann seine Fußballerkarriere beim Verein seiner Heimatstadt, der AS Casale. Im Jahr 1928 gewann Caligaris bei den Olympischen Sommerspielen mit der italienischen Fußballmannschaft die Bronzemedaille. Im selben Jahr wechselte er zur aufstrebenden Mannschaft von Juventus Turin. Weiters stand er in der siegreichen italienischen Mannschaft beim Europapokal der Fußball-Nationalmannschaften 1927 bis 1930.
Zwischen 1931 und 1935 wurde Umberto Caligaris mit der legendären Juventus-Mannschaft des Quinquennio d’Oro fünfmal in Folge italienischer Meister.
Im Jahr 1934 stand der Abwehrspieler in Vittorio Pozzos Kader der italienischen Nationalmannschaft zur Fußball-Weltmeisterschaft im eigenen Land. Caligaris kam zwar unter nicht zum Einsatz, konnte aber trotzdem den Gewinn der Weltmeisterschaft feiern.
1935 wechselte er zu Brescia Calcio in die Serie B, wo er 1937, nach zwei Jahren als Spielertrainer, seine aktive Laufbahn beendete. 1938/39 trainierte er den FC Modena in der Serie A. Von 1939 bis zu seinem Tod 1940 arbeitete der 59-fache Nationalspieler als Trainer von Juventus Turin.
Umberto Caligaris starb am 19. Oktober 1940 im Alter von 39 Jahren. Während eines Altherrenspiels, an dem er zusammen mit seinen alten Weggefährten Gianpiero Combi und Virginio Rosetta im Stadio di Corso Sebastopoli teilgenommen hatte, musste er nach wenigen Minuten das Spielfeld verlassen und daraufhin ins Krankenhaus gebracht werden, wo er an einem Aneurysma starb. Seinen Platz als Trainer von Juventus Turin übernahm Federico Munerati.
Im Jahr 2011 wurde Caligaris ein Stern auf dem Walk of Fame im neu eröffneten Juventus Stadium gewidmet.

## Erfolge

### Im Verein
- Italienische Meisterschaft: 1930/31, 1931/32, 1932/33, 1933/34, 1934/35

### In der Nationalmannschaft
- Europapokal der Nationalmannschaften: 1927–1930
- Bronzemedaille bei den Olympischen Sommerspielen: 1928
- Weltmeister: 1934

## Verweise